# Ilex lamprophylla
Ilex lamprophylla é um gênero de plantas com flores. Foi descrito pela primeira vez por Paul Carpenter Standley. Ilex lamprophylla pertence ao gênero Ilex, e à família Aquifoliaceae. 
Este tipo de planta pode ser encontrado em:
- Panamá
- Costa Rica
- Nicarágua
- El Salvador
- Andorra

Não há tipos listados como este.